# ZB-47
ZB-47 là loại súng tiểu liên của Tiệp Khắc sử dụng loại đạn 9x19mm Parabellum được thiết kế sau chiến tranh thế giới thứ hai. Súng được thiết kế để trang bị cho các nhóm lái xe tăng vì kích thước nhỏ gọn có thể tác chiến trong một phạm vi nhỏ dùng để tự vệ với hỏa lực tương đối mạnh.

## Thiết kế
ZB-47 sử dụng cơ chế nạp đạn blowback cùng bolt bọc nòng, với một thiết kế khá độc đáo. Hộp đạn có hình trụ sẽ được lắp vào phần báng rỗng ngay phía dưới cò súng, đạn sẽ được xếp quay đầu lên trên và chúng sẽ được đưa lên hệ thống nạp đạn bằng một bánh răng quay. Bánh răng sẽ móc và đưa viên đạn từ hộp đạn vào bộ khóa nòng cũng như xoay viên đạn một góc phù hợp để bolt có thể đẩy viên đạn vào nòng súng. Nút khóa an toàn nằm bên phải súng nó có thể khóa bằng hai chế độ, nếu bật lên trên nó sẽ khóa không cho thoi nạp đạn hoạt động, nếu bật xuống dưới ra phía sau nó sẽ tách nòng súng và bộ khóa nòng ra khỏi hệ thống cò cũng như tách thân súng ra khỏi báng súng.
Hệ thống ngắm cơ bản của súng là điểm ruồi. Báng súng có thể kéo ra đẩy vào mà không ảnh hưởng đến nơi gắn hộp đạn vì báng gấp được thiết kế bám ngoài phần báng rỗng cố định, báng súng có lỗ phía sau cho ngón tay giữ chặt súng cũng như một lỗ để cò súng.